# Rogério Ceni
Rogério Mücke Ceni (Pato Branco, 22 gennaio 1973) è un allenatore di calcio ed ex calciatore brasiliano, di ruolo portiere, tecnico del Bahia.
Detiene il record di gol realizzati da un portiere professionista in gare ufficiali con 129 reti, e rientra nella ristretta cerchia dei calciatori con almeno 1000 presenze in carriera, piazzandosi al quarto posto con 1225 incontri disputati.
Da giocatore ha vestito principalmente la maglia del San Paolo, squadra della quale detiene il record di presenze nonché la decima posizione nella classifica storica dei cannonieri. Con la squadra brasiliana ha vinto, tra il resto, tre volte il Campionato Paulista, tre volte (consecutive) il Campionato Brasiliano, due volte la Coppa Libertadores e una volta la Coppa Sudamericana, nonché una Coppa Intercontinentale e un Mondiale per Club FIFA.
Convocato dal 1997 al 2006 per la nazionale brasiliana, ha vinto la Confederations Cup nel 1997 e si è laureato campione del mondo nel 2002 (senza tuttavia scendere mai in campo in quest'occasione).

## Biografia
È nato nello Stato del Paraná, a Pato Branco, da Eurydes e Hertha, crescendo con i tre fratelli Rosicler, Ronaldo e Rudimar. A otto anni ebbe la possibilità di partecipare, per la prima volta, alla scuola calcio, entrando nella società calcistica locale. Nel 1984 si trasferì con la famiglia a Curitiba e l'anno successivo a Sinop. In questa cittadina, situata all'interno dello Stato del Mato Grosso, giocò per un certo periodo a pallavolo, sport in cui ottenne discreti risultati, arrivando a disputare i Giochi studenteschi a Brasília nel 1989. Nello stesso anno fece anche dei provini per il Sinop Futebol Clube, che in seguito lo incluse nella propria rosa come portiere di riserva. Parallelamente alla propria attività sportiva, Ceni lavorava al Banco do Brasil e frequentava la scuola.

## Caratteristiche tecniche
Nonostante fosse un portiere, in carriera si è distinto per la sua vena realizzativa, dimostrandosi un ottimo battitore di rigori e punizioni.

## Carriera

### Giocatore

#### Club
Entrato nelle file del Sinop, nel 1990 fu promosso in prima squadra in qualità di terzo portiere dietro a Marília e Valdir Braga. Nilo Neves, il tecnico del club, in seguito all'infortunio di questi ultimi nel corso della prima giornata del torneo statale, decise di affidarsi a Rogério Ceni per il resto della stagione; il portiere di Pato Branco giocò da titolare per la prima volta all'Estádio Luís Geraldo da Silva, contro il Cáceres, parando un rigore. Al termine del campionato, date le buone prestazioni di Ceni e la concomitante interruzione dell'attività del Sinop, un dirigente della società raccomandò al portiere di fare un provino per il San Paolo. Appoggiato dal preparatore dei portieri del San Paolo, Gilberto Geraldo de Moraes, già estremo difensore del club negli anni 1960, Ceni fece il suo ingresso nella rosa del San Paolo nel settembre 1990. Inizialmente fu riserva di Gilmar e Zetti e fino al 1996 giocò sporadicamente, disputando soprattutto incontri nel Campionato Paulista.
Nel 1997 iniziò a essere impiegato con maggior continuità e gli venne assegnato il ruolo di estremo difensore titolare nel Campeonato Brasileiro Série A 1997. Con la società di San Paolo in 20 anni ha disputato oltre 1000 partite. Il 20 agosto 2006, nel corso dell'incontro di campionato contro il Cruzeiro, realizzò una doppietta (un gol su punizione e uno su rigore) che gli permise di superare i 62 gol di José Luis Chilavert nella classifica dei portieri goleador, divenendo l'estremo difensore ad aver segnato più reti nella storia del calcio professionistico; alla fine della sua carriera i gol segnati furono 129. Nella sua 618ª partita con la squadra indossò proprio il numero di maglia 618.
Con 1197 partite disputate con la maglia del San Paolo detiene il record di presenze nella propria squadra. È inoltre il calciatore al mondo ad aver realizzato più presenze in un singolo club, avendo superato Noel Bailie, fermatosi a quota 1013 con il Linfield.

#### Nazionale
Rogério Ceni conta 16 presenze nella nazionale brasiliana (più una considerata non ufficiale e quindi non conteggiata dalla FIFA), con cui ha esordito nel 1997, senza mai segnare un gol. Ha partecipato al Mondiale del 2002 come terzo portiere, senza mai scendere in campo, e a quello del 2006 come secondo portiere, scendendo in campo in una sola occasione, subentrando al titolare Dida nei minuti finali della sfida con il Giappone, dopo il quarto gol brasiliano, quello del definitivo 4-1.

### Allenatore
Il 24 novembre 2016 è stato nominato tecnico della sua ex squadra, il San Paolo, per la stagione seguente, con la quale ha firmato un contratto fino alla fine del 2018. Nel Campionato Paulista è stato eliminato in semifinale dal Corinthians, nella Coppa del Brasile è stato eliminato al quarto turno dal Cruzeiro, nella Coppa Sudamericana è uscito al primo turno per mano degli argentini del Defensa y Justicia con la regola dei gol fuori casa. Il 3 luglio 2017, dopo appena 11 partite in campionato e all’indomani della sconfitta per 2-0 contro il Flamengo, è stato esonerato. Ha chiuso la sua prima esperienza da allenatore con un totale di 35 partite (14 vittorie, 11 pareggi e 10 sconfitte).
Il 15 novembre 2017 è stato nominato tecnico del Fortaleza, decidendo di partire dalla seconda divisione Brasiliana, vincendo il Campeonato Brasileiro Série B 2018. Dopo una breve esperienza al Cruzeiro ha fatto ritorno al Fortaleza, con cui ha vinto per due volte il Campionato Cearense e la Copa do Nordeste.
Il 10 novembre 2020 è subentrato sulla panchina del Flamengo dopo l'esonero del tecnico spagnolo Domènec Torrent, firmando un contratto valido fino a fine dicembre 2021. Ha vinto subito il campionato con un punto di vantaggio sull'Internacional, la Supercoppa del Brasile 2021 contro il Palmeiras e il Campionato Carioca. Il 10 luglio 2021, dopo le sconfitte con Fluminense e Atlético Mineiro, ha rassegnato le dimissioni, con la squadra dodicesima in campionato.
Il 14 ottobre 2021, a distanza di 4 anni, è tornato ad allenare il San Paolo, in sostituzione dell'esonerato Hernán Crespo, terminando il campionato al tredicesimo posto, mentre la stagione seguente è arrivato nono. Nel mentre il 3 aprile 2022 ha perso la finale del Campionato Paulista contro il Palmeiras e il 1º ottobre 2022 ha perso quella di Coppa Sudamericana contro l’Independiente del Valle, mentre in Coppa del Brasile si è fermato in semifinale. Il 19 aprile 2023, dopo essere uscito ai quarti del Campionato Paulista per mano dell’Ituano e aver perso con il Botafogo alla prima in campionato, è stato esonerato.

## Statistiche

### Presenze e reti nei club
Statistiche aggiornate al termine della carriera da giocatore.
| Stagione         | Squadra          | Campionato       | Campionato | Campionato          | Coppe nazionali | Coppe nazionali | Coppe nazionali | Coppe continentali | Coppe continentali | Coppe continentali | Altre coppe | Altre coppe | Altre coppe | Totale | Totale     |
| Stagione         | Squadra          | Comp             | Pres       | Reti                | Comp            | Pres            | Reti            | Comp               | Pres               | Reti               | Comp        | Pres        | Reti        | Pres   | Reti       |
| ---------------- | ---------------- | ---------------- | ---------- | ------------------- | --------------- | --------------- | --------------- | ------------------ | ------------------ | ------------------ | ----------- | ----------- | ----------- | ------ | ---------- |
| 1990             | Sinop            | A/MS             | 12         | -6                  | -               | -               | -               | -                  | -                  | -                  | -           | -           | -           | 12     | -6         |
| 1992             | San Paolo        | A1/SP+A          | 0          | 0                   | -               | -               | -               | CL+SS              | 0                  | 0                  | CInt        | 0           | 0           | 0      | 0          |
| 1993             | San Paolo        | A1/SP+A          | 0+1        | 0                   | CB              | 0               | 0               | CL+SS              | 0                  | 0                  | CO+CInt     | 2+0         | -2          | 3      | -2         |
| 1994             | San Paolo        | A1/SP+A          | 3+5        | -4 + -6             | -               | -               | -               | CL+SS              | 0                  | 0                  | CC+CB       | 8+5         | -11+ -12    | 21     | -33        |
| 1995             | San Paolo        | A1/SP+A          | 12+4       | -10 + -3            | CB              | 4               | -2              | SS                 | 0                  | 0                  | CO          | 0           | 0           | 20     | -15        |
| 1996             | San Paolo        | A1/SP+A          | 2+0        | 0                   | CB              | 0               | 0               | SS                 | 0                  | 0                  | CO+CMCC     | 1+1         | -3 + 0      | 4      | -3         |
| 1997             | San Paolo        | A1/SP+A          | 25+25      | -26; 1 + -32; 2     | CB              | 4               | -6              | SS                 | 9                  | -9                 | RJ-SP       | 4           | -7          | 67     | -80; 3     |
| 1998             | San Paolo        | A1/SP+A          | 14+22      | -15; 2 + -28        | CB              | 6               | -5              | CM                 | 5                  | -9                 | RJ-SP       | 10          | -15         | 57     | -72; 2     |
| 1999             | San Paolo        | A1/SP+A          | 16+23      | -22; 3 + -34; 1     | CB              | 3               | -2              | CM                 | 6                  | -8; 1              | RJ-SP+SL    | 8+2         | -9+ -5      | 58     | -80; 5     |
| 2000             | San Paolo        | A1/SP+CJH        | 20+24      | -22; 3 + -33; 3     | CB              | 12              | -13; 1          | CM                 | 5                  | -9                 | CdC+RJ-SP   | 4+8         | -4 + -17    | 73     | -98; 7     |
| 2001             | San Paolo        | A1/SP+A          | 12+22      | -21; 1 + -23        | CB              | 6               | -6              | CM                 | 4                  | -6                 | CdC+RJ-SP   | 6+6         | -10; 1 + -8 | 56     | -74; 2     |
| 2002             | San Paolo        | SCP+A            | 0+21       | 0 + -29; 1          | CB              | 8               | -10; 1          | -                  | -                  | -                  | CdC+RJ-SP   | 2+19        | -1 + -37; 3 | 50     | -77; 5     |
| 2003             | San Paolo        | A1/SP+A          | 11+40      | -12 + -56; 2        | CB              | 6               | -4              | CS                 | 8                  | -7                 | -           | -           | -           | 65     | -79; 2     |
| 2004             | San Paolo        | A1/SP+A          | 9+44       | -7 + -41; 3         | -               | -               | -               | CL+CS              | 12+4               | -11; 2 + -4        | -           | -           | -           | 69     | -63; 5     |
| 2005             | San Paolo        | A1/SP+A          | 19+38      | -21; 5 + -60; 10    | -               | -               | -               | CL+CS              | 14+2               | -14; 5 + -3        | Cmc         | 2           | -2; 1       | 75     | -100; 21   |
| 2006             | San Paolo        | A1/SP+A          | 13+29      | -13; 5 + -28; 8     | -               | -               | -               | CL                 | 13                 | -12; 3             | RS          | 2           | -4          | 57     | -57; 16    |
| 2007             | San Paolo        | A1/SP+A          | 20+35      | -17; 2 + -14; 7     | -               | -               | -               | CL+CS              | 8+5                | -6 + -7; 1         | -           | -           | -           | 68     | -44; 10    |
| 2008             | San Paolo        | A1/SP+A          | 21+35      | -25; 1 + -34; 4     | -               | -               | -               | CL+CS              | 10+1               | -7 + 0             | -           | -           | -           | 67     | -66; 5     |
| 2009             | San Paolo        | A1/SP+A          | 15+16      | -14 + -18; 2        | -               | -               | -               | CL                 | 3                  | -2                 | -           | -           | -           | 34     | -34; 2     |
| 2010             | San Paolo        | A1/SP+A          | 20+38      | -24; 3 + -53; 4     | -               | -               | -               | CL                 | 12                 | -4; 1              | -           | -           | -           | 70     | -81; 8     |
| 2011             | San Paolo        | A1/SP+A          | 21+36      | -21; 6 + -38; 2     | CB              | 7               | -4              | CS                 | 4                  | -4                 | -           | -           | -           | 68     | -67; 8     |
| 2012             | San Paolo        | A1/SP+A          | 0+24       | 0 + -21; 3          | CB              | 0               | 0               | CS                 | 10                 | -2; 1              | -           | -           | -           | 34     | -23; 4     |
| 2013             | San Paolo        | A1/SP+A          | 13+35      | -10; 1 + -38; 2     | -               | -               | -               | CL+CS              | 10+6               | -18; 3 + -10       | RS+SBC      | 2+1         | -4 + -3     | 67     | -83; 6     |
| 2014             | San Paolo        | A1/SP+A          | 14+35      | -14; 1 + -33; 8     | CB              | 6               | -6; 1           | CS                 | 8                  | -10                | -           | -           | -           | 63     | -63; 10    |
| 2015             | San Paolo        | A1/SP+A          | 15+23      | -12; 4 + -23; 3     | CB              | 5               | -7; 1           | CL                 | 8                  | -5                 | -           | -           | -           | 51     | -47; 8     |
| Totale San Paolo | Totale San Paolo | Totale San Paolo | 295+575    | -645; 38 + -312; 65 |                 | 67              | -65; 4          |                    | 167                | -167; 17           |             | 93          | -152; 5     | 1197   | -1341; 129 |
| Totale carriera  | Totale carriera  | Totale carriera  | 882        | -963; 103           |                 | 67              | -65; 4          |                    | 167                | -167; 17           |             | 93          | -152; 5     | 1209   | -1347; 129 |

### Cronologia presenze e reti in nazionale[23]
| Cronologia completa delle presenze e delle reti in nazionale ― Brasile | Cronologia completa delle presenze e delle reti in nazionale ― Brasile | Cronologia completa delle presenze e delle reti in nazionale ― Brasile | Cronologia completa delle presenze e delle reti in nazionale ― Brasile | Cronologia completa delle presenze e delle reti in nazionale ― Brasile | Cronologia completa delle presenze e delle reti in nazionale ― Brasile | Cronologia completa delle presenze e delle reti in nazionale ― Brasile | Cronologia completa delle presenze e delle reti in nazionale ― Brasile |
| Data                                                                   | Città                                                                  | In casa                                                                | Risultato                                                              | Ospiti                                                                 | Competizione                                                           | Reti                                                                   | Note                                                                   |
| ---------------------------------------------------------------------- | ---------------------------------------------------------------------- | ---------------------------------------------------------------------- | ---------------------------------------------------------------------- | ---------------------------------------------------------------------- | ---------------------------------------------------------------------- | ---------------------------------------------------------------------- | ---------------------------------------------------------------------- |
| 12-12-1997                                                             | Riyad                                                                  | Brasile                                                                | 3 – 2                                                                  | Messico                                                                | Conf. Cup 1997 - 1º turno                                              | -2                                                                     |                                                                        |
| 14-10-1998                                                             | Washington                                                             | Brasile                                                                | 5 – 1                                                                  | Ecuador                                                                | Amichevole                                                             | -1                                                                     |                                                                        |
| 18-11-1998                                                             | Fortaleza                                                              | Brasile                                                                | 5 – 1                                                                  | Russia                                                                 | Amichevole                                                             | -1                                                                     |                                                                        |
| 28-3-1999                                                              | Seul                                                                   | Corea del Sud                                                          | 0 – 1                                                                  | Brasile                                                                | Amichevole                                                             | -                                                                      |                                                                        |
| 31-3-1999                                                              | Tokyo                                                                  | Giappone                                                               | 0 – 2                                                                  | Brasile                                                                | Amichevole                                                             | -                                                                      |                                                                        |
| 3-9-2000                                                               | Rio de Janeiro                                                         | Brasile                                                                | 5 – 0                                                                  | Bolivia                                                                | Qual. Mondiali 2002                                                    | -                                                                      |                                                                        |
| 8-10-2000                                                              | Maracaibo                                                              | Venezuela                                                              | 0 – 6                                                                  | Brasile                                                                | Qual. Mondiali 2002                                                    | -                                                                      |                                                                        |
| 15-11-2000                                                             | San Paolo                                                              | Brasile                                                                | 1 – 0                                                                  | Colombia                                                               | Qual. Mondiali 2002                                                    | -                                                                      |                                                                        |
| 3-3-2001                                                               | Pasadena                                                               | Stati Uniti                                                            | 1 – 2                                                                  | Brasile                                                                | Amichevole                                                             | -1                                                                     |                                                                        |
| 7-3-2001                                                               | Guadalajara                                                            | Messico                                                                | 3 – 3                                                                  | Brasile                                                                | Amichevole                                                             | -3                                                                     |                                                                        |
| 28-3-2001                                                              | Quito                                                                  | Ecuador                                                                | 1 – 0                                                                  | Brasile                                                                | Qual. Mondiali 2002                                                    | -1                                                                     |                                                                        |
| 25-4-2001                                                              | San Paolo                                                              | Brasile                                                                | 1 – 1                                                                  | Perù                                                                   | Qual. Mondiali 2002                                                    | -1                                                                     |                                                                        |
| 21-8-2002                                                              | Fortaleza                                                              | Brasile                                                                | 0 – 1                                                                  | Paraguay                                                               | Amichevole                                                             | -1                                                                     |                                                                        |
| 27-4-2005                                                              | San Paolo                                                              | Brasile                                                                | 3 – 0                                                                  | Guatemala                                                              | Amichevole                                                             | -                                                                      |                                                                        |
| 1-3-2006                                                               | Mosca                                                                  | Russia                                                                 | 0 – 1                                                                  | Brasile                                                                | Amichevole                                                             | -                                                                      |                                                                        |
| 22-6-2006                                                              | Dortmund                                                               | Brasile                                                                | 4 – 1                                                                  | Giappone                                                               | Mondiali 2006 - 1º turno                                               | -                                                                      | 82’                                                                    |
| Totale                                                                 |                                                                        | Presenze                                                               | 16                                                                     |                                                                        | Reti                                                                   | -11                                                                    |                                                                        |

| Cronologia completa delle presenze e delle reti in nazionale (partite non ufficiali) ― Brasile | Cronologia completa delle presenze e delle reti in nazionale (partite non ufficiali) ― Brasile | Cronologia completa delle presenze e delle reti in nazionale (partite non ufficiali) ― Brasile | Cronologia completa delle presenze e delle reti in nazionale (partite non ufficiali) ― Brasile | Cronologia completa delle presenze e delle reti in nazionale (partite non ufficiali) ― Brasile | Cronologia completa delle presenze e delle reti in nazionale (partite non ufficiali) ― Brasile | Cronologia completa delle presenze e delle reti in nazionale (partite non ufficiali) ― Brasile | Cronologia completa delle presenze e delle reti in nazionale (partite non ufficiali) ― Brasile |
| Data                                                                                           | Città                                                                                          | In casa                                                                                        | Risultato                                                                                      | Ospiti                                                                                         | Competizione                                                                                   | Reti                                                                                           | Note                                                                                           |
| ---------------------------------------------------------------------------------------------- | ---------------------------------------------------------------------------------------------- | ---------------------------------------------------------------------------------------------- | ---------------------------------------------------------------------------------------------- | ---------------------------------------------------------------------------------------------- | ---------------------------------------------------------------------------------------------- | ---------------------------------------------------------------------------------------------- | ---------------------------------------------------------------------------------------------- |
| 28-4-1999                                                                                      | Barcellona                                                                                     | Barcellona                                                                                     | 2 – 2                                                                                          | Brasile                                                                                        | Amichevole                                                                                     | -2                                                                                             |                                                                                                |
| Totale                                                                                         |                                                                                                | Presenze                                                                                       | 1                                                                                              |                                                                                                | Reti                                                                                           | -2                                                                                             |                                                                                                |

### Statistiche da allenatore
Statistiche aggiornate al 20 agosto 2025. In grassetto le competizioni vinte.
| Stagione            | Squadra          | Campionato       | Campionato | Campionato | Campionato | Campionato | Coppe nazionali | Coppe nazionali | Coppe nazionali | Coppe nazionali | Coppe nazionali | Coppe continentali | Coppe continentali | Coppe continentali | Coppe continentali | Coppe continentali | Altre coppe | Altre coppe | Altre coppe | Altre coppe | Altre coppe | Totale | Totale | Totale | Totale | % Vittorie | Piazzamento |
| Stagione            | Squadra          | Comp             | G          | V          | N          | P          | Comp            | G               | V               | N               | P               | Comp               | G                  | V                  | N                  | P                  | Comp        | G           | V           | N           | P           | G      | V      | N      | P      | %          | Piazzamento |
| ------------------- | ---------------- | ---------------- | ---------- | ---------- | ---------- | ---------- | --------------- | --------------- | --------------- | --------------- | --------------- | ------------------ | ------------------ | ------------------ | ------------------ | ------------------ | ----------- | ----------- | ----------- | ----------- | ----------- | ------ | ------ | ------ | ------ | ---------- | ----------- |
| 2017                | San Paolo        | A1/SP+A          | 16+11      | 7+3        | 6+2        | 3+6        | CB              | 6               | 4               | 1               | 1               | CS                 | 2                  | 0                  | 2                  | 0                  | -           | -           | -           | -           | -           | 35     | 14     | 11     | 10     | 40,00      | Eson        |
| 2018                | Fortaleza        | A/CE+B           | 18+38      | 12+21      | 1+8        | 5+9        | -               | -               | -               | -               | -               | -                  | -                  | -                  | -                  | -                  | -           | -           | -           | -           | -           | 56     | 33     | 9      | 14     | 58,93      | 1°, (prom.) |
| ago.-set. 2019      | Cruzeiro         | A                | 7          | 2          | 2          | 3          | CB              | 1               | 0               | 0               | 1               | -                  | -                  | -                  | -                  | -                  | -           | -           | -           | -           | -           | 8      | 2      | 2      | 4      | 25,00      | Sub, Eson   |
| 2019                | Fortaleza        | A/CE+A           | 11+31      | 7+14       | 2+6        | 2+11       | CB              | 2               | 0               | 1               | 1               | -                  | -                  | -                  | -                  | -                  | CN          | 12          | 7           | 4           | 1           | 56     | 28     | 13     | 15     | 50,00      | Dim, sub 9° |
| 2020                | Fortaleza        | A/CE+A           | 12+18      | 9+6        | 1+6        | 2+6        | CB              | 2               | 0               | 2               | 0               | CS                 | 2                  | 1                  | 0                  | 1                  | CN          | 10          | 5           | 3           | 2           | 44     | 21     | 12     | 11     | 47,73      | Resc. cons. |
| Totale Fortaleza    | Totale Fortaleza | Totale Fortaleza | 128        | 69         | 24         | 35         |                 | 4               | 0               | 3               | 1               |                    | 2                  | 1                  | 0                  | 1                  |             | 22          | 12          | 7           | 3           | 156    | 82     | 34     | 40     | 52,56      |             |
| nov. 2020-feb. 2021 | Flamengo         | A                | 18         | 11         | 3          | 4          | CB              | 2               | 0               | 0               | 2               | CL                 | 2                  | 0                  | 2                  | 0                  | -           | -           | -           | -           | -           | 22     | 11     | 5      | 6      | 50,00      | Sub, 1°     |
| mar.-lug. 2021      | Flamengo         | A/RJ+A           | 15+8       | 10+4       | 3+0        | 2+4        | CB              | 2               | 2               | 0               | 0               | CL                 | 6                  | 3                  | 3                  | 0                  | SB          | 1           | 0           | 1           | 0           | 32     | 19     | 7      | 6      | 59,38      | Dim         |
| Totale Flamengo     | Totale Flamengo  | Totale Flamengo  | 41         | 25         | 6          | 10         |                 | 4               | 2               | 0               | 2               |                    | 8                  | 3                  | 5                  | 0                  |             | 1           | 0           | 1           | 0           | 54     | 30     | 12     | 12     | 55,56      |             |
| ott.-dic. 2021      | San Paolo        | A                | 13         | 5          | 3          | 5          | -               | -               | -               | -               | -               | -                  | -                  | -                  | -                  | -                  | -           | -           | -           | -           | -           | 13     | 5      | 3      | 5      | 38,46      | Sub., 13°   |
| 2022                | San Paolo        | A1/SP+A          | 16+38      | 10+13      | 2+15       | 4+10       | CB              | 10              | 5               | 3               | 2               | CS                 | 13                 | 9                  | 1                  | 3                  | -           | -           | -           | -           | -           | 77     | 37     | 19     | 16     | 48,05      | 9°          |
| gen.-apr. 2023      | San Paolo        | A1/SP+A          | 13+1       | 7+0        | 3+0        | 3+1        | CB              | 1               | 0               | 1               | 0               | CS                 | 2                  | 1                  | 1                  | 0                  | -           | -           | -           | -           | -           | 17     | 8      | 5      | 4      | 47,06      | Eson        |
| Totale San Paolo    | Totale San Paolo | Totale San Paolo | 108        | 45         | 31         | 32         |                 | 17              | 9               | 5               | 3               |                    | 17                 | 10                 | 4                  | 3                  |             | -           | -           | -           | -           | 142    | 64     | 40     | 38     | 45,07      |             |
| set.-dic. 2023      | Bahia            | A                | 16         | 7          | 1          | 8          | CB              | 0               | 0               | 0               | 0               | -                  | -                  | -                  | -                  | -                  | -           | -           | -           | -           | -           | 16     | 7      | 1      | 8      | 43,75      | Sub, 16°    |
| 2024                | Bahia            | A1/BA+A          | 13+38      | 8+15       | 2+8        | 3+15       | CB              | 8               | 4               | 2               | 2               | -                  | -                  | -                  | -                  | -                  | CN          | 10          | 7           | 1           | 2           | 69     | 34     | 13     | 22     | 49,28      | 8°          |
| 2025                | Bahia            | A1/BA+A          | 13+18      | 7+9        | 4+6        | 2+3        | CB              | 4               | 3               | 1               | 0               | CL+CS              | 10+2               | 4+0                | 3+1                | 3+1                | CN          | 8           | 6           | 1           | 1           | 55     | 29     | 16     | 10     | 52,73      | in corso    |
| Totale Bahia        | Totale Bahia     | Totale Bahia     | 98         | 46         | 21         | 31         |                 | 12              | 7               | 3               | 2               |                    | 12                 | 4                  | 4                  | 4                  |             | 18          | 13          | 2           | 3           | 140    | 70     | 30     | 40     | 50,00      |             |
| Totale Carriera     | Totale Carriera  | Totale Carriera  | 382        | 187        | 84         | 111        |                 | 38              | 18              | 11              | 9               |                    | 39                 | 18                 | 13                 | 8                  |             | 41          | 25          | 10          | 6           | 500    | 248    | 118    | 134    | 49,60      |             |

## Palmarès

### Giocatore

#### Club

##### Competizioni statali
- Campionato Mato-Grossense: 1

Sinop: 1990
- Campionato paulista: 3

San Paolo: 1998, 2000, 2005
- Torneo Rio-San Paolo: 1

San Paolo: 2001
- Supercampeonato Paulista: 1

San Paolo: 2002

##### Competizioni nazionali
- Campionato brasiliano: 3

San Paolo: 2006, 2007, 2008

##### Competizioni internazionali
- Coppa Libertadores: 2

San Paolo: 1993, 2005
- Recopa Sudamericana: 2

San Paolo: 1993, 1994
- Supercoppa Sudamericana: 1

San Paolo: 1993
- Coppa Intercontinentale: 1

San Paolo: 1993
- Coppa CONMEBOL: 1

San Paolo: 1994
- Coppa Master di Coppa CONMEBOL: 1

San Paolo: 1996
- Coppa del mondo per club: 1

San Paolo: 2005
- Coppa Sudamericana: 1

San Paolo: 2012

#### Nazionale
- Campionato mondiale: 1

Corea del Sud-Giappone 2002
- Confederations Cup: 1

1997

#### Individuale
- Bola de Prata: 6

2000, 2003, 2004, 2006, 2007, 2008
- Miglior giocatore della Coppa del mondo per club FIFA: 1

2005
- Equipo Ideal de América: 2

2005, 2006
- Bola de Ouro: 1

2008

### Allenatore

#### Competizioni statali
- Copa do Nordeste: 1

Fortaleza: 2019
- Campeonato Cearense: 2

Fortaleza: 2019, 2020
- Campeonato Carioca: 1

Flamengo: 2021
- Taca Guanabara: 1

Flamengo: 2021
- Campionato Baiano: 1

Bahia: 2025

#### Competizioni nazionali
- Campeonato Brasileiro Série B: 1

Fortaleza: 2018
- Campionato brasiliano: 1

Flamengo: 2020
- Supercoppa del Brasile: 1

Flamengo: 2021